# Hüttung (Selbitz)
Hüttung (fränkisch: Hidding) ist ein Gemeindeteil der Stadt Selbitz im Landkreis Hof (Oberfranken, Bayern). Hüttung liegt in der Gemarkung Dörnthal.

## Geografie
Das Dorf besteht aus mehreren verstreut liegenden Siedlungen. Im Osten fließt der Rothenbach vorbei im Westen wird der Ort von der Kreisstraße HO 27 tangiert, die nach Selbitz zur Staatsstraße 2195 (2 km nordwestlich) bzw. nach Mühldorf verläuft (1,7 km südöstlich). Eine Gemeindeverbindungsstraße führt die Bahnstrecke Hof–Bad Steben kreuzend nach Rothenbürg (1 km nördlich).

## Geschichte
Hüttung gehörte zur Realgemeinde Dörnthal. Gegen Ende des 18. Jahrhunderts bestand Hüttung aus zehn Anwesen (1 Gut mit Wirtshaus, 2 Tropfhäuser). Die Hochgerichtsbarkeit hatte teils das bayreuthische Vogteiamt Schauenstein, teils das bayreuthische Verwaltungsamt Selbitz. Grundherren waren
- Verwaltungsamt Selbitz: 1 Haus;
- das Rittergut Dörnthal: 4 Gütlein, 3 Häuser;
- das Rittergut Rothenbürg: 1 Gut;
- das Rittergut Hartungs: 1 Gütlein.[6]

Von 1797 bis 1810 unterstand Hüttung dem Justiz- und Kammeramt Naila. Infolge des Ersten Gemeindeedikts wurde Hüttung dem 1812 gebildeten Steuerdistrikt Selbitz und der zugleich entstandenen Ruralgemeinde Dörnthal zugewiesen. Im Zuge der Gebietsreform in Bayern wurde Hüttung am 1. April 1971 nach Selbitz eingemeindet.

### Baudenkmäler
- Lange Reuth 2 (=Haus Nr. 11): Das ehemalige Schulhaus, ein zweigeschossiger Walmdachbau mit Dachreiter, wurde im Jahr 1864 errichtet.[9]

ehemalige Baudenkmäler
- Haus Nr. 3: Wohnstallhaus mit Frackdach, zweites Drittel des 18. Jahrhunderts; Erdgeschoss verputzt massiv, Obergeschoss Fachwerk mit Lehmziegelausfachung, Giebeldreieck mit verbrettertem Ständerwerk. Das für die Gegend charakteristische Haus ist baufällig.[10]
- Haus Nr. 14: Zweigeschossiges Wohnstallhaus mit Halbwalmdach über hölzernem Traufgesims; Erdgeschoss und Obergeschoss-Wohnteil verputzt massiv, über Stall Fachwerk, südseitig verputzt, auf der Nordseite verbrettert; Backofenanbau an der nördlichen Langseite. Scheitelstein der Wohnungstür bezeichnet „JNF 1849“ (=Johann Nikol Fischer).[10]

### Einwohnerentwicklung
| Jahr      | 001819 | 001861 | 001871 | 001885 | 001900 | 001925 | 001950 | 001961 | 001970 | 001987 | 002021 |
| Einwohner | 70     | 146    | 156    | 129    | 82     | 96     | 126    | 124    | 114    | 127    | 107    |
| Häuser    |        |        |        | 18     | 22     | 20     | 19     | 23     |        | 38     |        |
| Quelle    | [ 7 ]  | [ 12 ] | [ 13 ] | [ 14 ] | [ 15 ] | [ 16 ] | [ 17 ] | [ 18 ] | [ 19 ] | [ 20 ] | [ 1 ]  |

## Religion
Hüttung ist evangelisch-lutherisch geprägt und bis heute nach Selbitz gepfarrt.